# Ray McLoughlin
Pour les articles homonymes, voir McLoughlin.
Raymond John McLoughlin, connu sous le nom de Ray McLoughlin, né le 24 août 1939 à Ballinasloe (province de Connacht, Irlande) et mort le 20 novembre 2021, est un joueur de rugby à XV, sélectionné en équipe d'Irlande de 1962 à 1975 au poste de pilier. Il est aussi appelé avec les Lions britanniques. Il mesure 1,78 m pour 94 kg.

## Carrière
Il obtient sa première cape internationale le 10 février 1962 lors d’un match contre l'Angleterre dans le cadre du Tournoi des Cinq Nations. Son dernier match international est aussi pendant le Tournoi, le 15 mars 1975 contre le pays de Galles.
McLoughlin fait partie de l'équipe d'Irlande qui gagne le Tournoi en 1973 (victoire partagée) et en 1974, sous la conduite de son capitaine Willie-John McBride.
Il est sept fois capitaine de l'équipe d'Irlande.
Il fait deux tournées avec les Lions britanniques, en 1966 et en 1971, les deux fois en Nouvelle-Zélande. Au total, il  dispute 22 matches avec les Lions, dont trois tests.

## Palmarès
- 40 sélections
- Sélections par année : 3 en 1962, 4 en 1963, 2 en 1964, 5 en 1965, 4 en 1966, 4 en 1971, 3 en 1972, 5 en 1973, 6 en 1974 et 4 en 1975.
- Dix Tournois des Cinq Nations disputés : 1962, 1963, 1964, 1965, 1966, 1971, 1972, 1973, 1974, 1975.
- Deux fois vainqueur du Tournoi des Cinq Nations en 1973 (victoire partagée) et 1974.